# Missionerande Kopimistsamfundet
Misionářská kopimistická církev, ve švédštině Missionerande Kopimistsamfundet, v angličtině Missionary Church of Kopimism, je náboženská společnost, v jádru jejího náboženského přesvědčení leží volné kopírování a sdílení digitálních dat. K náboženským symbolům patří klávesové zkratky CTRL+C, CTRL+V a pyramida s písmenem K.
Založil ji v roce 2010 student filosofie Isak Gerson. Věří, že když z kopírování učiní náboženské přesvědčení, ztíží soudní stíhání jeho praktikujících vyznavačů majiteli autorských práv. Švédský stát uznal 5. ledna 2012 kopimismus jako novou víru.

Symbol označující, že autor díla si přeje být kopírován.

Církev sdílení měla brzo po svém založení okolo 3 000 členů, vyznavači tohoto náboženství si říkají kopimisti. Základem se stala skupina, která si říkala Piratbyran.

## Zásady náboženské společnosti
K jeho zásadám patří:
- Všechny znalosti patří všem.
- Touha po znalostech je posvátná.
- Koloběh znalostí je svatý.
- Kopírování je svaté.